# Hulu Sampanahan
Hulu Sampanahan – wieś (desa) w kecamatanie Hampang, w kabupatenie Kotabaru w prowincji Borneo Południowe w Indonezji.
Miejscowość ta leży w północno-zachodniej części kecamatanu.